# Gorące ciała
Gorące ciała – czwarty album zespołu Vexel wydany w 2009 roku w firmie fonograficznej Sun Music. Płyta zawiera 18 przebojów i 1 remix.  

## Lista utworów
1. "Gorące ciała"
2. "Wciąż dla ciebie"
3. "Cudowne oczy twe"
4. "Ja jestem pierwszy twój"
5. "Bo ty jesteś"
6. "Nasze serca"
7. "Chcę poczuć ciebie"
8. "Oszukałaś"
9. "Gorący krótki flirt"
10. "To moja gra"
11. "A więc dalej"
12. "Byłaś jesteś ideałem"
13. "To impreza nasza"
14. "Prócz kilku słów"
15. "Jesteś ogniem dla mnie"
16. "Uwierz w anioła"
17. "Teraz wiem co robię"
18. "Zagubieni zabłąkani"
19. "Gorące ciała" (rmx Dj Limak)